# Bié (tỉnh)
Tỉnh Bié là một tỉnh của Angola. Nằm trên cao nguyên Bié một phần trung tâm của đất nước. Tỉnh lỵ là Kuito và tỉnh có diện tích 70.314 km ² và dân số khoảng 800.000 người. Các khu tự quản trên địa bàn tỉnh bao gồm Andulo, Nharea, Cunhinga, Chinguar, Chitembo, Catabola, Camacupa và Cuemba. Tỉnh trưởng hiện tại là José Amaro Tati. Tỉnh giáp với tỉnh Malanje, phía Đông Bắc với các tỉnh Lunda Sul, Moxico, phía Nam với Cuando Cubango và phía tây với các tỉnh Huila, Huambo và Cuanza Sul.
Khí hậu của Bie là tươi và mưa nhiều có thể làm cho nền văn hóa của ngô, mía đường, gạo, cà phê và đậu phộng. Mặt đất của nó được biết đến là một trong những vùng màu mỡ nhất của Angola.
Bié có địa hình rãnh nhăn về phía đông và phía bắc sông Cuanza, trượt về phía bắc, đánh dấu một phần của biên giới với Malanje. Phía tây nam là nhăn từ Củ Chi sông, một giàu có của sông Cubango.